# Kácení stromů u prodejen Lidl

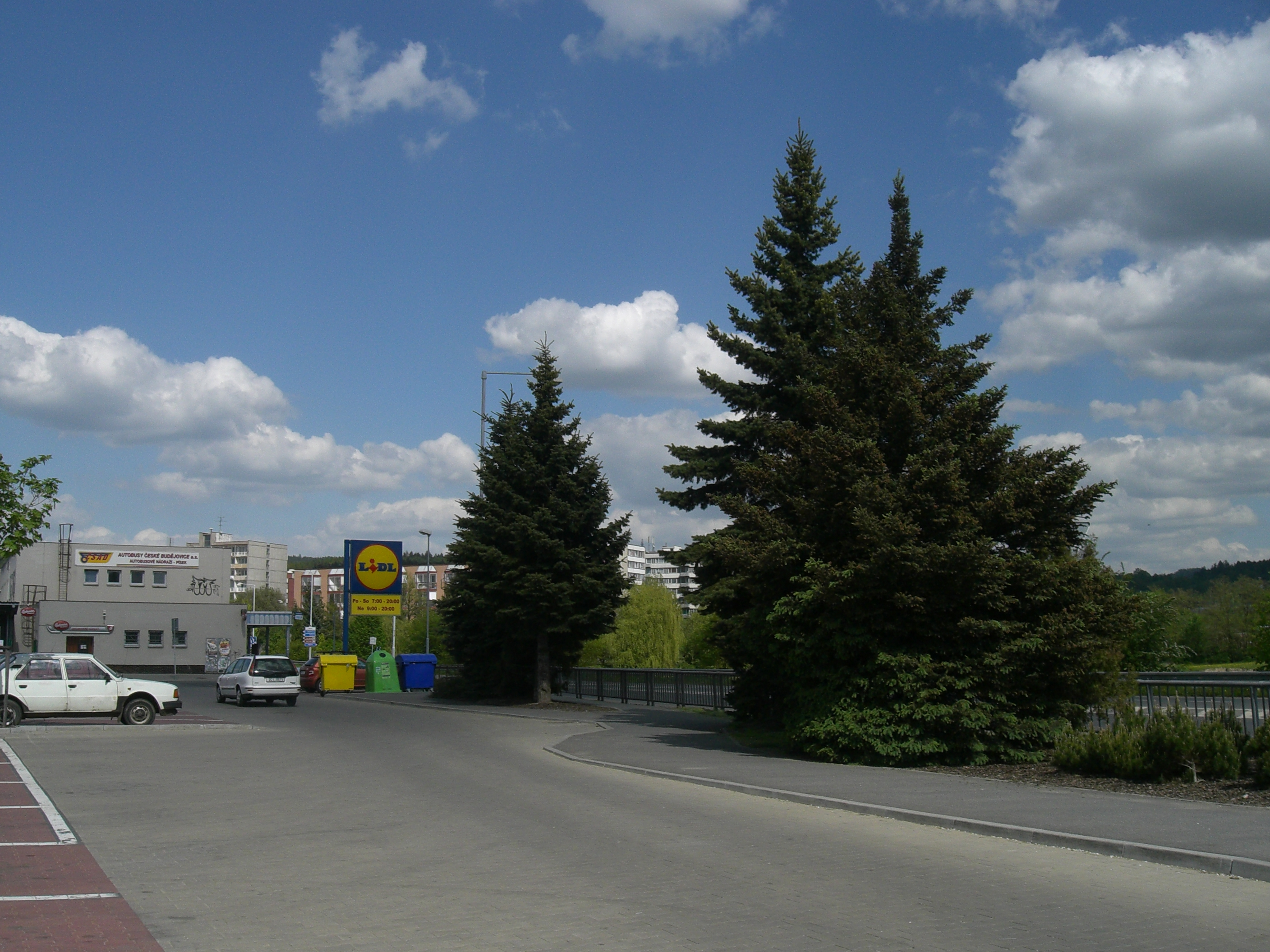
Přeživší stromy před píseckým Lidlem, které nebyly nelegálně pokáceny.

Vstup německého diskontního řetězce Lidl na český trh v roce 2003 provázely opakované aféry s kácením a poškozováním stromů v blízkosti budovaných prodejen. 10. října 2003 propukla mediální aféra ohledně 102 stromů poblíž 9 stavenišť prodejen firmy Lidl, které by bránily výhledu na prodejnu nebo na její poutače a byly od roku 2002 do října 2003 neznámými pachateli nezákonně pokáceny. V některých případech (Dobříš a České Budějovice) šlo o stromy, k jejichž legálnímu pokácení se předtím společnost Lidl neúspěšně pokoušela získat povolení. Vyhlášení bojkotu prodejen Lidl skupinou občanských iniciativ bylo ukončeno smlouvou, v níž se společnost Lidl ČR zavázala ke kompenzační výsadbě a odpovědnějšímu postoji. Ke sporným případům legálního i nelegálního kácení stromů (a likvidace keřů) v souvislosti s výstavbou prodejen Lidl docházelo i v následujících letech, tyto případy však již byly průběžně řešeny.

## První vlna případů
Předmětem mediálního zájmu bylo zejména těchto 9 případů:
- Rokycany, 12. ledna 2002: podříznuty dva vzácné duby, které byly navržené na vyhlášení památnými stromy, škoda byla vyčíslena na 1,25 miliónu Kč.
- Vyškov, červen 2002: údajným nedopatřením byly během stavby supermarketu pokáceny tři mohutné lípy.
- Dobříš, duben 2003, načerno byly poraženy tři jírovce, dvě lípy a jeden jasan, žádost o jejich pokácení předtím městský úřad zamítl.
- Písek, 24. červen 2003: pokácen vzácný smrk stříbrný a dalších 13 stromů.
- Kralupy nad Vltavou, září 2003: na staveništi supermarketu pokáceno 44 třicetiletých stromů.
- Mariánské Lázně, 23. září 2003: pokáceno 15 bříz. Při kácení je zastihl i sám starosta Luděk Nosek. Dřevorubci na výzvu policie šli k autům pro doklady, avšak pak náhle ujeli, jejich identitu policie nezjistila.[3]
- Sokolov, 23. září 2003: pokáceno 6 javorů, množství dalších stromů zničeno tak, že musely být rovněž pokáceny.
- České Budějovice, září 2003: pokáceno 5 javorů, žádost Lidlu o jejich pokácení byla předtím zamítnuta.
- Chomutov, 6. říjen 2003: v noci na pondělí naříznuta a následně pokácena stoletá lípa překážející výhledu na reklamní poutač firmy Lidl. Tato lípa byla později označována za nejvýznamnější chomutovský strom. 28. října 2003 pokládali občané na místě lípy svíčky.[3] Lípa se stala jedním z témat manifestačního průvodu dne 17. listopadu 2004.[4] Město nechalo vlastním nákladem před supermarketem a v jeho okolí vysadit osm nových lip, pod nimiž nechalo umístit cedulky se jmény měst, kde stromy před prodejnami Lidl postihl podobný osud. V roce 2005 byl za účasti stovek občanů odhalen lípě pískovcový pomník. Město Chomutov také odmítlo s firmou Lidl spolupracovat na náhradní výsadbě a tím na očišťování jména firmy.[3]

Účast firmy Lidl na pokácení stromů se však nikdy nepodařilo prokázat, nepodařilo se nikdy identifikovat ani kácející pracovníky. Vyšetřování nebylo vedeno centrálně, ale pouze v jednotlivých místech.

## Propuknutí aféry
První mediální zmínka o problematickém kácení stromů u stavenišť prodejen Lidl je z 24. října 2001 a týká se České Lípy.
Aféra otevřeně propukla článkem v MF Dnes 10. října 2003. Poslední kapkou byl chomutovský případ. Na jeho medializaci se podílela místní Chomutovská iniciativa, sdružení Arnika a tehdejší chomutovská radní za Stranu zelených Džamila Stehlíková. V MF Dnes však již o dva dny dříve, 8. října 2003, popisoval zářijové kácení bříz v Mariánských Lázních jejich starosta Luděk Nosek.
Firma Lidl se v počátcích aféry vyjádřila, že její „komunikační strategií je nekomunikovat s médii“ (tento výrok pochází od Dany Berkové, tehdejší asistentky jednatele firmy). Poté, co byla firma donucena s veřejností začít komunikovat, najala si PR agenturu Protokol Service. Později mluvčí firmy Lidl Jana Jabůrková aktivitu společnosti popírala slovy: „Společnost LIDL je známa svou agresívní politikou zamířenou na nejnižší možné ceny. Z toho plynou dvě skutečnosti – společnost je velkým konkurentem všech supermarketů a hypermarketů, a pokud chcete dosáhnout nejnižší ceny, nebudete zvyšovat náklady společnosti kácením stromů“. Toto tvrzení ovšem nekoresponduje s tím, že firma Lidl v mnoha případech o možnost pokácení stromů úspěšně i neúspěšně žádala. Později tiskový mluvčí Lidlu přišel s verzí, že stromy zřejmě nechala pokácet konkurence se záměrem očernit firmu Lidl, a po stupňujícím se nátlaku veřejnosti přislíbil, že firma Lidl zajistí náhradní výsadbu.

## Bojkot
Bezmoc a pocit nespravedlnosti se promítl v mnoha výzvách k bojkotu prodejen Lidl, například Miroslav Šatra, vedoucí odboru životního prostředí píseckého městského úřadu, prohlásil: „Pokud se nedohodneme do 20. října, vyzvu občany, ať se zamyslí, zda taková firma má místo na našem trhu. A zda je správné u ní nakupovat. Výzvu dám do zpravodaje města, který má jedenáct tisíc výtisků a chodí do každé domácnosti.“ Hnutí Duha již od 10. října 2003 zahájilo protestní kampaň a zveřejnilo na svém webu petiční formulář. Děti Země vyhlásily 17. října 2003 bojkot prodejen Lidl a vydalo samolepky My v Lidlu nenakupujeme. Děti Země uspořádaly kampaň, v jejímž rámci podepsalo přes 600 občanů petici proti kácení stromů, kampaň včetně bojkotu prodejen podpořila i sdružení Nesehnutí, Oživení, Rosa, Calla, Přátelé přírody, ZAČ Market a další. Chomutovská reklamní firma Ideas společně se sdružením Arnika distribuovala samolepky: My nenakupujeme u Lidla, nedokáže ochránit stromy na svých pozemcích.

## Smlouva s Dětmi Země
Ve čtvrtek 23. října 2003 v pražské kavárně Velryba, pátek 24. října 2003 v Praze a v sobotu 25. října 2003 v Sedmihorkách proběhlo jednání mezi hnutím Děti Země (předsedkyně Simona Jašová) a firmou Lidl Česká republika v. o. s. (jednatel Martin Sklenička), které bylo zakončeno uzavřením smlouvy, v níž se obě smluvní strany zavazují přispět k objasnění případů nelegálního kácení, Lidl se od kácení distancoval a přiznal morální odpovědnost za to, že mu nedokázal zabránit, a zavázal se do 30. června 2004 vysadit v 9 dotčených místech na své náklady 1020 nových životaschopných stromů a zajistit následnou pětiletou péči o ně včetně náhrady stromů uhynulých v tomto období. Počet nově vysazených stromů byl odvozen z poměru 1:10 z počtu nelegálně vykácených stromů, přičemž stromy, jejichž výsadba byla zahrnuta v původních stavebních povolení, se do počtu nezapočítávají. V průběhu července 2004 měla proběhnout kontrolní schůzka. Děti Země se smlouvou zavázaly ukončit výzvu k bojkotu prodejen Lidl a vydat dohodnuté tiskové prohlášení.
Starosta Písku zaslal 8. 12. 2003 děkovný dopis sdružení Děti Země – ze 140 stromů, které na základě smlouvy dodala firma Lidl, byl zřízen nový městský park Na Pakšovce v blízkosti prodejny Lidl.

## Další případy
Další případy podezřelého nebo zpochybňovaného kácení u prodejen Lidlu se objevovaly v menším měřítku i v následujících letech:
- Kladno, 2004: nelegální odstranění keřů zlatého deště. Stavební firma dostala pokutu 15 tisíc korun a musela keřový porost obnovit.[3]
- Jičín, 12. únor 2006: nelegální likvidace dvacetimetrového stoletého dubu. Strom pokáceli údajně omylem dva pracovníci firmy Betonstav, která zde stavěla prodejny Lidl a Kaufland. Dostala pokutu 40 tisíc korun a Česká inspekce životního prostředí vedla jednání o kompenzacích.[1]
- Lovosice, 8. října 2004 pokáceny tři jabloně a topol kvůli stavbě poutače, sice legálně, ale dle Dětí Země zbytečně.[4][6] V Lovosicích Lidl rovněž žádal srovnání břehu, který slouží jako protihluková bariéra u silnice, avšak bránil výhledu na prodejnu a její poutače.[6]
- Rumburk: pokáceny 2 stromy, dle Dětí Země rovněž „s rozporuplným souhlasem úřadů“
- Hořovice, 2006: chystalo se pokácení celé aleje lip a několika dalších stromů, celkem asi 40 stromů. Dne 2. března 2006 podepsaly Lidl ČR, Děti Země a město Hořovice třístrannou smlouvu o finanční náhradě 5,5 miliónů korun za stromy legálně pokácené při výstavbě supermarketu Lidl. Za dvacet vykácených stromů z aleje Valdek se Lidl zavázal vysadit 1000 nových stromů a zároveň se podařilo uhájit několik stromů z původní aleje. Děti Země se na oplátku zavázaly vzdát se odvolání proti povolení města k pokácení stromů.[9]
- Hradec Králové, 2006: pokácen 20metrový dub. Stavbyvedoucí Jaroslav Stich případ odůvodnil omylem zaměstnance, který strom nezaregistroval.[10]
- Valašské Meziříčí: předmětem mediálního zájmu bylo 9 legálně pokácených stromů.
- Karlovy Vary, 2018: Navrtáno 15 javorů a do děr nalita nafta.[11]

Počátkem listopadu 2006 Lidl a Děti Země uzavřely dodatek původní smlouvy, jímž se firma Lidl zavazuje informovat Děti Země o všech případech nelegálního kácení nebo poškozování dřevin v blízkosti prodejen Lidl.

## Hodnocení kauzy
Institut demokracie pro všechny vydal v únoru 2006 publikaci Mediální prezentace neziskových organizací protestujících proti kácení stromů před markety Lidl. Podle této analýzy bylo v médiích v souvislosti s kauzou Lidl citováno celkem 21 nevládních organizací, nejčastěji Děti Země, Český svaz ochránců přírody a Hnutí Duha. Analýza konstatovala, že v kauze splnily občanské iniciativy i média roli důležitých aktérů občanské společnosti a tzv. hlídacího psa demokracie.
Analýzou mediálních dopadů se zabýval i článek Víta Kouřila a Lenky Sedlákové v Literárních novinách.